# Stony Prairie
Stony Prairie is een plaats (census-designated place) in de Amerikaanse staat Ohio, en valt bestuurlijk gezien onder Sandusky County. 

## Demografie
Bij de volkstelling in 2000 werd het aantal inwoners vastgesteld op 836. De bevolking telde 1.284 personen bij de volkstelling van 2010. "Stony Prairie" verwees oorspronkelijk naar een regio in het gebied.

## Geografie
Volgens het United States Census Bureau beslaat de plaats een oppervlakte van
4,0 km², geheel bestaande uit land.

## Plaatsen in de nabije omgeving
De onderstaande figuur toont nabijgelegen plaatsen in een straal van 16 km rond Stony Prairie.